# THE ラグビー
『THE ラグビー』（ザ・ラグビー）は、ディースリー・パブリッシャーが廉価版ソフトSIMPLE2000シリーズのVol.15として2002年11月14日にPlayStation 2向けに発売されたラグビーゲーム。

## 概要
高校のラグビー部監督となって、部員と共に日本一を目指すシュミレーションゲーム。自分で独自の選手を育てることが出来てメモリーカードがあれば他プレイヤーとの対戦も出来る。